# 샤키 (비디오 게임)
《샤키》(Shakii, 해외 출시명: Shakii the Wolf, 샤키 더 울프)는 1995년 스크롤링 액션 비디오 게임이다. 패밀리 프로덕션이 개발, 수출을 맡았으며 삼성전자가 배급하였다. 도스용으로 출시되었다.

## 개요
플레이어는 샤키라는 이름의 늑대를 컨트롤한다. 샤키는 셰이크(Shake)의 평화로운 왕국의 통치자였으나 미드나잇 스워드(Midnight Sword)라는 라이언 워리어가 등장하여 셰이크의 땅을 혼돈과 암흑의 깊은 구렁으로 빠트린다. 이제 샤키는 힘을 모아 미드나잇 스워드와 함께 마지막 결전을 준비한다.
《샤키》라는 게임은 주로 점프와 싸움에 집중하며 주인공은 주먹과 특수 이동을 사용하여 적을 무찌른다. 샤키는 왕좌를 되찾기 위해 7개의 스테이지를 넘어야 하며, 각 스테이지마다 중간, 마지막 레벨의 보스가 있다. 이 게임에는 패스워드나 저장 기능이 없다.